# Taviodes africana
Taviodes africana là một loài bướm đêm trong họ Noctuidae.